# Megatsunami
Megatsunamis, eigentlich Impakt-Tsunamis, werden Tsunamis mit einer Wellenhöhe genannt, die deutlich über der von durch Erdbeben ausgelösten Tsunamis liegt. Nach einem Vorschlag des Geologen und Tsunami-Forschers James Goff handelt es sich um Tsunamis, deren Wellenhöhe am Entstehungsort 100 Meter übersteigt.
Die Wellenhöhe bzw. die Amplitude (die Höhe vom Ruhewasserspiegel bis zum Hochpunkt des Wellenbergs) eines Megatsunamis ist um so höher, je näher sich die Welle am Ursprungsort befindet. Da Erdbeben nach heutiger Kenntnis nicht in der Lage sind, Wellen von mehr als 20 m Höhe zu erzeugen, können nur sehr seltene, katastrophale Ereignisse wie der Einschlag eines großen Meteoriten oder Bergstürze direkt am Meer derartige Megatsunamis verursachen. 
Aus der jüngeren Erdgeschichte sind mehrere Meteoriteneinschläge bekannt, die sehr wahrscheinlich Megatsunamis mit globalen Auswirkungen zur Folge hatten. In einem solchen Zusammenhang wurde der Begriff Megatsunami wohl erstmals verwendet: in einer geologischen Arbeit aus dem Jahr 1990, die Tsunami-Ablagerungen an der Kreide-Paläogen-Grenze beschrieb. Dieser Tsunami war wahrscheinlich durch den Chicxulub-Impakt vor 66 Millionen Jahren verursacht worden. In Simulationen des Einschlags im Golf von Mexiko und der Wasserverdrängung war die Welle am Entstehungsort bis zu 1500 m hoch. Damals bestand keine Landverbindung zwischen Nord- und Südamerika, eine auf offenem Meer etwa 14 m hohe Welle breitete sich rasch global aus. Die Auflaufhöhen auf Land wurden nicht simuliert, waren aber sicher beträchtlich höher als 14 m. Auch der Chesapeake-Bay-Einschlag im Eozän vor 35,5 Millionen Jahren löste wahrscheinlich einen Megatsunami aus.
Erdrutsche verursachen Tsunamis von sehr kurzer Wellenlänge, die sich nicht über Tausende von Kilometern fortpflanzen können, ohne ihre Energie zu verlieren. Aus historischer Zeit sind nur solche lokal begrenzten Megatsunamis sicher bekannt. Nach den Erdrutschen auf Hawaii (1868 am Mauna Loa und 1975 am Kīlauea) kam es zu großen lokalen Tsunamis, ohne dass die amerikanische oder die asiatische Küste gefährdet waren. Der mit einer Auflaufhöhe – der Höhe über dem Meeresspiegel, die der Tsunami nach dem Auftreffen an Land erreichte – von 524 Metern größte Tsunami mindestens der letzten 100 Jahre ist am 9. Juli 1958 durch einen Erdrutsch in der Lituya Bay (Alaska) ausgelöst worden.
Als möglicher künftiger Auslöser gilt z. B. die Cumbre Vieja auf der Kanareninsel La Palma. Einige Geologen befürchten, dass bei weiteren Vulkanausbrüchen eine Flanke der Cumbre Vieja in den Atlantik rutschen könnte. Nach Untersuchungen der Technischen Universität Delft ist ein solcher Bergrutsch in den nächsten 10.000 Jahren jedoch unwahrscheinlich, da die Cumbre noch nicht hoch und nicht steil genug sei. Nur wenn Extreme aufeinanderträfen, wie beispielsweise sehr ergiebiger Regen bei gleichzeitig außergewöhnlich starkem Vulkanausbruch, wäre überhaupt ein Flankenabrutsch möglich. Berechnungen der Universität besagen, dass Kräfte von bis zu 28 Billionen Newton wirken müssten.
In hohen Breiten können das Auftauen des Permafrost und der Verlust von Gletschereis Hänge destabilisieren und so das Risiko von Hangrutschungen und Megatsunamis erhöhen. Der Megatsunanmi, der sich im September 2023 im Dickson Fjord an der Küste Ostgrönlands ereignete, wurde durch einen Felssturz ausgelöst, nachdem die Flanke eines 1200 m hohen Berges nicht mehr ausreichend durch einen schmelzenden Gletscher stabilisiert worden war. Ein weiteres Ereignis dieser Art droht am Barry-Gletscher im Prinz-William-Sund.
Die folgende Liste zeigt die gemessen an ihren Auflaufhöhen größten Tsunamis der vergangenen 100 Jahre:
| Jahr | Ort                          | Gewässer  | Auslöser                                | max. Auflaufhöhe (m) | siehe                              |
| ---- | ---------------------------- | --------- | --------------------------------------- | -------------------- | ---------------------------------- |
| 1958 | Lituya Bay, Alaska, USA      | Fjord     | subaerischer Erdrutsch                  | 524                  |                                    |
| 1980 | Spirit Lake, Washington, USA | See       | Erdrutsch infolge eines Vulkanausbruchs | 250                  | Ausbruch des Mount St. Helens 1980 |
| 1963 | Casso, Italien               | Reservoir | subaerischer Erdrutsch                  | 235                  | Vajont-Staumauer                   |
| 2023 | Dickson Fjord, Grönland      | Fjord     | subaerischer Erdrutsch                  | 200                  |                                    |
| 2015 | Taan Fjord, Alaska, USA      | Fjord     | subaerischer Erdrutsch                  | 193                  | Tyndall-Gletscher                  |
| 1936 | Lituya Bay, Alaska, USA      | Fjord     | subaerischer Erdrutsch                  | 149                  |                                    |
| 2017 | Nuugaatsiaq, Grönland        | Fjord     | subaerischer Erdrutsch                  | 090                  | Tsunami in Grönland 2017           |